# Push the Beat for this Jam (The Singles 98-02)
Push the Beat for this Jam (The Singles 98-02) è un album degli Scooter pubblicato nel 2002.

## Tracce
1. Hyper Hyper – 3:38
2. Move Your Ass – 4:01
3. Friends – 4:43
4. Endless Summer – 5:16
5. Back In The UK – 3:27
6. Let Me Be Your Valentine – 3:51
7. Rebel Yell – 3:43
8. I'm Raving – 3:41
9. How Much Is The Fish? – 3:49
10. Fire – 3:35
11. The Age Of Love – 3:54
12. No Fate – 3:46
13. The Logical Song – 3:56
14. Posse (I Need You On The Floor) – 3:55
15. Call Me Manaya – 3:52
16. Fuck The Millennium – 4:15
17. Aii Shot The DJ – 3:34
18. Faster Harder Scooter – 3:50
19. Nessaja – 3:27